# Fenuron
Fenuron è un erbicida.